# Lutz Ackermann (remero)
Lutz Ackermann (Osnabrück, 7 de noviembre de 1983) es un deportista alemán que compitió en remo. Ganó dos medallas de plata en el Campeonato Mundial de Remo, en los años 2006 y 2007, ambas en la prueba de ocho con timonel ligero.

## Palmarés internacional
| Campeonato Mundial | Campeonato Mundial | Campeonato Mundial | Campeonato Mundial      |
| Año                | Lugar              | Medalla            | Prueba                  |
| ------------------ | ------------------ | ------------------ | ----------------------- |
| 2006               | Eton (Reino Unido) | Medalla de plata   | Ocho con timonel ligero |
| 2007               | Múnich (Alemania)  | Medalla de plata   | Ocho con timonel ligero |